# Youngor Arena
Youngor Arena – chińska hala sportowa-widowiskowa położona w Ningbo. Została otwarta w 1994, może pomieścić 5000 widzów. Jest wykorzystywana do sportowych wydarzeń, jak również do koncertów. Mecze na nim rozgrywa lokalny klub Bayi Rockets.